# John Arvid Skistad
John Arvid Skistad (Oslo, 25 aprile 1968) è un ex calciatore norvegese, di ruolo difensore.

## Carriera

### Club
Skistad vestì la maglia del Lørenskog dal 1985 al 1991, prima di trasferirsi allo Stabæk. Fece parte della rosa dei calciatori che contribuì a portare la squadra dalla 2. divisjon all'Eliteserien. Debuttò nella massima divisione in data 22 aprile 1995, quando fu titolare nella sconfitta casalinga per 0-2 contro il Vålerenga. Vinse la Coppa di Norvegia 1998. Rimase in forza allo Stabæk fino al 2003, quando si trasferì al Moss, formazione militante nella 1. divisjon. Il primo incontro in squadra arrivò il 13 aprile, nel pareggio a reti inviolate contro lo Haugesund. Nel 2005 militò nelle file dello Skeid, sempre in 1. divisjon, disputando il primo incontro il 7 agosto, nella sconfitta per 3-1 sul campo del Sogndal.

## Palmarès

### Club

#### Competizioni nazionali
- Coppa di Norvegia: 1

Stabæk: 1998